# Аудина, Миа
Миа Аудина Тжиптаван (кит. упр. 張海麗, пиньинь Zhang Haili, нидерл. Mia Audina; 22 августа 1979, Джакарта, Индонезия) — индонезийская и нидерландская бадминтонистка, двукратный серебряный призёр Олимпийских игр, бронзовый призёр чемпионата мира 2003 года, двукратная чемпионка Европы. Изначально выступала за сборную Индонезии, но в 1998 году сменила гражданство. Единственная в истории представительница Нидерландов, выигравшая олимпийскую медаль в бадминтоне.

## Спортивная биография

### Карьера в Индонезии
Первый крупный триумф пришёл к Аудине в 1994 году. На кубке Убер (женский командный чемпионат мира) 14-летняя Аудина в решающем пятом поединке финала одержала победу над китаянкой Чжан Нин и принесла победу сборной Индонезии 3-2. До этого последний раз индонезийские спортсменки выигрывали кубок в 1975 году. Спустя два года сборная Индонезии с Аудиной в составе вновь стали обладателями престижного кубка, обыграв в финале китаянок 4-1.
В том же году состоялся дебют Аудины на летних Олимпийских играх. На соревнованиях в Атланте индонезийская бадминтонистка без особых проблем прошла предварительные раунды. В полуфинале Аудина обыграла сильную кореянку Ким Джи Хён (11-6, 9-11, 11-1). В финале Аудине противостояла ещё одна южнокорейская спортсменка Пан Су Хён. Миа не смогла показать свою лучшую игру и уступила 6-11, 7-11, став серебряной призёркой игр.
В 1998 году Аудина завоевала свой последний титул в составе сборной Индонезии, став серебряной призёркой кубка Убера. Вскоре Аудина вышла замуж за гражданина Нидерландов и приняла решение сменить гражданство.

### Переезд в Нидерланды
На Олимпийских играх 2000 года Аудина уже представляла сборную Голландии. Выиграв два матча, голландская бадминтонистка в четвертьфинале встречалась с датчанкой Камиллой Мартин, которую уже обыгрывала на той же стадии четыре года назад. В этот раз спортсменка из Дании оказалась намного сильнее (11-2, 11-1).
В 2003 году Аудина завоевала свою первую медаль мировых первенств, завоевав бронзовую медаль на первенстве в Бирмингеме.
На летних Олимпийских играх 2004 года в Афинах Аудина считалась одной из главных претенденток на победу. За 4 матча голландка уступила лишь в одном сете и заслуженно вышла в финал, где ей противостояла давняя знакомая китаянка Чжан Нин. В упорной борьбе победу одержала китайская спортсменка 11-8, 6-11, 7-11, а Аудина стала двукратной серебряной медалисткой Олимпийских игр. Также на этих играх Миа впервые выступила в парных соревнованиях. Вместе с Лоттой Брёйл Аудина дошла до четвертьфинала, где голландская пара уступила южнокорейским бадминтонисткам.
В 2006 году Аудина завоевала бронзовую медаль на одном из самых престижных турниров бадминтонистов открытом чемпионате Англии. По окончании сезона Миа Аудина приняла решение завершить свою спортивную карьеру.

## Личная жизнь
Миа Аудина родилась в Джакарте в семье индонезийских китайцев.